# Niels Bohr

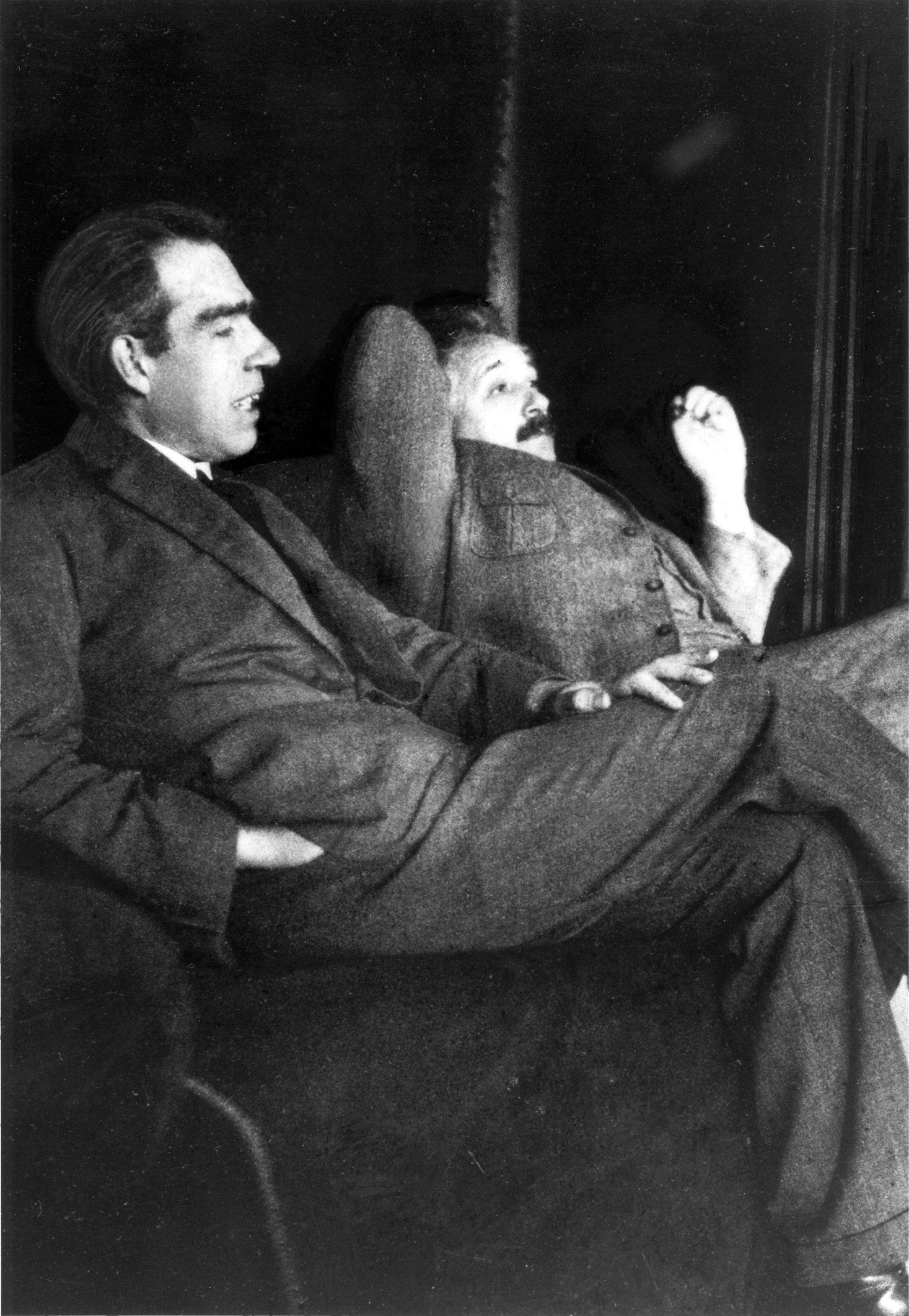
Niels Bohr och Albert Einstein i december 1925.

Niels Henrik David Bohr, född 7 oktober 1885 i Köpenhamn, död 18 november 1962 i Köpenhamn, var en av 1900-talets främsta atomfysiker.
År 1913 publicerade Bohr, inspirerad av Max Plancks och Albert Einsteins arbeten, en atommodell som bortsåg från den klassiska fysikens begrepp. Modellen byggde på en hypotes om elektronernas stationära tillstånd, som svarade mot en diskret serie av energivärden. Den primitiva men lyckade modellen, kallad Bohrs atommodell, öppnade för en flodvåg av sensationella upptäckter och initierade utvecklingen av den teori, som från 1925 benämndes kvantmekanik. För sitt epokgörande arbete tilldelades Niels Bohr Nobelpriset i fysik 1922. Niels Bohr och hans forskningsinstitut i Köpenhamn kom under decennier att bli en samlingspunkt för tidens främsta atomfysiker. Han var far till nobelpristagaren i fysik, Aage Bohr.

## Biografi
Niels Bohr var son till Christian Bohr, som var professor i fysiologi vid Köpenhamns universitet. Hans mor, Ellen Adler Bohr, kom från en bankirfamilj. Niels Bohrs bror, matematikprofessorn Harald Bohr, deltog i Olympiska sommarspelen 1908 i Danmarks OS-lag i fotboll där man vann silver. Niels Bohr var också aktiv fotbollsspelare som målvakt i Akademisk Boldklub (AB), ett av Danmarks bästa lag på den tiden. Redan i unga år dokumenterade han sig som en framstående forskare och erhöll 1907 Det Kongelige Danske Videnskabernes Selskabs guldmedalj för en undersökning över ytspänningen hos en svängande vätskestråle.
Bohr studerade vid Köpenhamns universitet och avlade doktorsexamen 1911 på en studie om metallers elektronteori. Efter examen flyttade han till London där han samarbetade med J J Thomson vid Cambridge. Samarbetet blev kort och snart flyttade Bohr vidare till Manchester för att arbeta med Ernest Rutherford i hans grupp som studerade atomens struktur. Rutherfords atommodell var enligt den klassiska fysiken såväl mekaniskt som elektromagnetiskt instabil men genom att ställa upp en hypotes som byggde på arbeten av Max Planck och Albert Einstein, lyckades Bohr lansera en teori enligt vilken atomen skulle kunna vara stabil. 
Bohr föreslog i sitt första atomteoretiska arbete On the constitution of atoms and molecules som publicerades i Philosophical magazine att elektronerna i atomens omloppsbanor endast kunde anta vissa diskreta energinivåer. Modellen som senare vidareutvecklades av bland andra Arnold Sommerfeld blev känd som Bohrs atommodell eller den Bohr-Sommerfeldtska atommodellen och är Bohrs största insats för atomfysiken och därmed för den moderna fysiken. Modellen förklarade framgångsrikt de spektrallinjer, observerade i ljus som utsänds från väteatomen, som en effekt av elektronernas förflyttning mellan olika energinivåer i atomen. När elektronen faller till en lägre energinivå utsänds ljus motsvarande skillnaden mellan energinivåerna:
{\displaystyle E_{n}-E_{n'}=h\nu \ }
där h är Plancks konstant och ν är det utsända ljusets frekvens. 
1913 utnämndes Bohr till docent i fysik vid Köpenhamns universitet och återvände då till Danmark, men återkom sedan till Manchester, och var 1914-16 docent i fysik vid Victoria University of Manchester. 1916 utnämndes Bohr till professor i teoretisk fysik vid Köpenhamns universitet. 1920 blev han föreståndare för det nyinrättade Institutet för teoretisk fysik vid Köpenhamns universitet. Det framstående institut som Niels Bohr byggde upp bytte officiellt namn till Niels Bohr-institutet den 7 oktober 1965, vid 80-årsdagen efter Niels Bohrs födelse.
Niels Bohr invaldes 1928 som utländsk ledamot av Kungliga Vetenskapsakademien.
Niels Bohr fick ämnet bohrium uppkallat efter sig.

## Bohr och atombomben
Under Bohrs ledning skapades ett världscentrum för teoretisk fysik i Köpenhamn. Hit åkte hela världens mest prominenta fysiker för att delta i diskussionerna. När Danmark 1940 ockuperades av Nazityskland kämpade Bohr för att hålla kvar sitt institut. Eftersom Bohr på mödernet var av judisk börd såg han sin situation allt mer hotad. Han flydde i oktober 1943 och med hjälp av den danska motståndsrörelsen tog han och hans fru och resten av familjen sig över Öresund och lyckades undkomma nazisterna. I en spektakulär flygresa där Bohr var nära att mista livet, smugglades han med britternas hjälp från Stockholm till Storbritannien. Väl i väst anslöt han och hans son, Aage Bohr, sig till Manhattanprojektet för att hjälpa till med utvecklandet av atombomben. På grund av de strikta säkerhetsbestämmelserna fick han ny identitet och skrev sina dokument under namnet "Nicholas Baker" och fick smeknamnet "Uncle Nick". Bohr kämpade samtidigt politiskt, genom kontakter med Winston Churchill och Franklin D. Roosevelt och senare i brev till FN, för öppenhet och samarbete om kärnvapen.

## Utmärkelser
Asteroiden 3948 Bohr är uppkallad efter honom.
- Hughesmedaljen,  1921[4]
- Guthrieföreläsning,  1922[5]
- Nobelpriset i fysik,  1922[6][7]
- Föreläsning till Sillimans minne,  1923
- Matteuccimedaljen,  1923[8]
- Franklinmedaljen,  1926[9]
- Utländsk ledamot av Royal Society,  29 april 1926[10]
- Hedersdoktor vid Danmarks Tekniske Universitet,  1929[11]
- Max Planck-medaljen,  1930[12]
- Faraday Lectureship Prize,  1930[13]
- Copleymedaljen,  1938[14]
- Hedersdoktor vid Sorbonne,  1945[15]
- Honorary Fellow of the Royal Society Te Apārangi[16]
- Elefantorden,  1947[17]
- Storkorset av isländska falkorden,  1951[18]
- Pour le Mérite för vetenskap och konst,  1954[19]
- Niels Bohr-medaljen,  1955[20]
- Atoms for Peace Award,  1957[21]
- Sonningpriset,  1961[22]
- Helmholtz-medaljen,  1961[23]
- Officer av Hederslegionen
- Dannebrogorden
- Sankt Olavs orden
- Hedersdoktor vid Universitetet i Warszawa
- Hedersdoktor vid Technion
- Hedersdoktor vid Universitetet i Zagreb

[Redigera Wikidata]